# Olympische Jugend-Winterspiele 2020/Teilnehmer (Österreich)
| Gelbes Symbol für Goldmedaillen mit stilisierten Olympischen Ringen | Graues Symbol für Silbermedaillen mit stilisierten Olympischen Ringen | Braundes Symbol für Bronzemedaillen mit stilisierten Olympischen Ringen |
| ------------------------------------------------------------------- | --------------------------------------------------------------------- | ----------------------------------------------------------------------- |
| 6                                                                   | 2                                                                     | 5                                                                       |

Österreich nahm an den Olympischen Jugend-Winterspielen 2020 in Lausanne mit 64 Athleten (32 Mädchen und 32 Jungen) in 13 Sportarten teil.

## Medaillen

### Medaillenspiegel
| Rang   | Sportart              | Gold | Silber | Bronze | Gesamt |
| ------ | --------------------- | ---- | ------ | ------ | ------ |
| 1      | Ski Alpin             | 2    | —      | 2      | 4      |
| 2      | Skispringen           | 2    | —      | 1      | 3      |
| 3      | Nordische Kombination | 2    | 1      | —      | 3      |
| 4      | Biathlon              | —    | 1      | 1      | 2      |
| 5      | Skibergsteigen        | —    | —      | 1      | 1      |
| Gesamt | Gesamt                | 6    | 2      | 5      | 13     |

### Medaillengewinner
| Name/n                                                                | Sportart              | Wettkampf                           |
| --------------------------------------------------------------------- | --------------------- | ----------------------------------- |
| Gold                                                                  |                       |                                     |
| Amanda Salzgeber                                                      | Ski Alpin             | Alpine Kombination                  |
| Philip Hoffmann                                                       | Ski Alpin             | Riesenslalom                        |
| Lisa-Marie Hirner                                                     | Nordische Kombination | Normalschanze / 4 km                |
| Stefan Rettenegger                                                    | Nordische Kombination | Normalschanze / 6 km                |
| Marco Wörgötter                                                       | Skispringen           | Normalschanze                       |
| Lisa-Marie Hirner Stefan Rettenegger Julia Mühlbacher Marco Wörgötter | Skispringen           | Teamspringen Normalschanze          |
| Ignaz Gschwentner 1                                                   | Eisschnelllauf        | Teamsprint                          |
| Magdalena Luggin 1                                                    | Eishockey             | 3×3 Turnier Mädchen                 |
| Silber                                                                |                       |                                     |
| Lukas Haslinger                                                       | Biathlon              | 12 km Einzel                        |
| Johanna Bassani Severin Reiter Vanessa Moharitsch David Haagen        | Nordische Kombination | Staffel, Normalschanze / 4 × 3,3 km |
| Bronze                                                                |                       |                                     |
| Nils Oberauer                                                         | Skibergsteigen        | Einzel                              |
| Amanda Salzgeber                                                      | Ski Alpin             | Riesenslalom                        |
| Anna Andexer                                                          | Biathlon              | 6 km Sprint                         |
| Amanda Salzgeber Philip Hoffmann                                      | Ski Alpin             | Teamwettbewerb                      |
| David Haagen                                                          | Skispringen           | Normalschanze                       |
| Karolina Hengelmüller 1                                               | Eishockey             | 3×3 Turnier Mädchen                 |

## Teilnehmer nach Sportarten

### Biathlon
| Athleten                                                   | Wettbewerbe          | Zeit        | Fehler      | Rang   |
| ---------------------------------------------------------- | -------------------- | ----------- | ----------- | ------ |
| Jungen                                                     |                      |             |             |        |
| Lukas Haslinger                                            | 7,5 km Sprint        | 22:33,0 min | 5 (2+3)     | 50     |
| Lukas Haslinger                                            | 12 km Einzel         | 34:23,0 min | 2 (1+1+0+0) | Silber |
| Leon Kienesberger                                          | 7,5 km Sprint        | 21:13,1 min | 1 (0+1)     | 23     |
| Leon Kienesberger                                          | 12 km Einzel         | 39:55,1 min | 6 (1+2+0+3) | 50     |
| Jan Salzmann                                               | 7,5 km Sprint        | 21:59,7 min | 5 (2+3)     | 36     |
| Jan Salzmann                                               | 12 km Einzel         | 38:44,2 min | 5 (3+2+0+0) | 33     |
| Lukas Weissbacher                                          | 7,5 km Sprint        | 20:51,8 min | 3 (2+1)     | 20     |
| Lukas Weissbacher                                          | 12 km Einzel         | 39:59,1 min | 8 (2+3+1+2) | 51     |
| Mädchen                                                    |                      |             |             |        |
| Anna Andexer                                               | 6 km Sprint          | 19:01,6 min | 1 (0+1)     | Bronze |
| Anna Andexer                                               | 10 km Einzel         | 36:34,2 min | 6 (2+3+0+1) | 19     |
| Victoria Mellitzer                                         | 6 km Sprint          | 21:26,1 min | 4 (3+1)     | 51     |
| Victoria Mellitzer                                         | 10 km Einzel         | 39:13,0 min | 8 (3+2+2+1) | 50     |
| Femke Kramer                                               | 6 km Sprint          | 20:28,5 min | 3 (1+2)     | 29     |
| Femke Kramer                                               | 10 km Einzel         | 35:11,3 min | 4 (1+1+0+2) | 8      |
| Lara Wagner                                                | 6 km Sprint          | 20:03,3 min | 3 (1+2)     | 20     |
| Lara Wagner                                                | 10 km Einzel         | 35:44,3 min | 5 (1+3+1+0) | 14     |
| Mixed                                                      |                      |             |             |        |
| Lara Wagner Lukas Haslinger                                | Single Mixed-Staffel | 46:07,0 min | 0+6 4+11    | 16     |
| Anna Andexer Lara Wagner Lukas Haslinger Lukas Weissbacher | Mixed-Staffel        | 1:16:11,1 h | 2+9 2+9     | 10     |

### Eishockey
Im 3×3 Eishockey spielten die Athleten in gemischten Mannschaften.
| Mannschaft     | Athleten | Vorrunde       | Vorrunde  | Halbfinale     | Halbfinale    | Finale/Spiel um Bronze        | Finale/Spiel um Bronze | Rang   |
| Mannschaft     | Athleten | Gegner         | Ergebnis  | Gegner         | Ergebnis      | Gegner                        | Ergebnis               | Rang   |
| -------------- | --- | -------------- | --------- | -------------- | ------------- | ----------------------------- | ---------------------- | ------ |
| Jungen         | |                |           |                |               |                               |                        |        |
| _ Team Gelb    | Tibo Van Reeth Csongor Antal Yassin Soubra Tommaso Madaschi David Guilabert Ryan Kolgen Miha Beričič Andrej Muraschko Oskar Bakkevig Šimon Slavíček Daniel Valencia Loris Uberti Lukas Heuberger               | _ Team Grün    | 5:10      | ausgeschieden  | ausgeschieden | ausgeschieden                 | ausgeschieden          | 7      |
| _ Team Gelb    | Tibo Van Reeth Csongor Antal Yassin Soubra Tommaso Madaschi David Guilabert Ryan Kolgen Miha Beričič Andrej Muraschko Oskar Bakkevig Šimon Slavíček Daniel Valencia Loris Uberti Lukas Heuberger               | _ Team Grau    | 8:11      | ausgeschieden  | ausgeschieden | ausgeschieden                 | ausgeschieden          | 7      |
| _ Team Gelb    | Tibo Van Reeth Csongor Antal Yassin Soubra Tommaso Madaschi David Guilabert Ryan Kolgen Miha Beričič Andrej Muraschko Oskar Bakkevig Šimon Slavíček Daniel Valencia Loris Uberti Lukas Heuberger               | _ Team Orange  | 9:4       | ausgeschieden  | ausgeschieden | ausgeschieden                 | ausgeschieden          | 7      |
| _ Team Gelb    | Tibo Van Reeth Csongor Antal Yassin Soubra Tommaso Madaschi David Guilabert Ryan Kolgen Miha Beričič Andrej Muraschko Oskar Bakkevig Šimon Slavíček Daniel Valencia Loris Uberti Lukas Heuberger               | _ Team Schwarz | 7:19      | ausgeschieden  | ausgeschieden | ausgeschieden                 | ausgeschieden          | 7      |
| _ Team Gelb    | Tibo Van Reeth Csongor Antal Yassin Soubra Tommaso Madaschi David Guilabert Ryan Kolgen Miha Beričič Andrej Muraschko Oskar Bakkevig Šimon Slavíček Daniel Valencia Loris Uberti Lukas Heuberger               | _ Team Blau    | 13:8      | ausgeschieden  | ausgeschieden | ausgeschieden                 | ausgeschieden          | 7      |
| _ Team Gelb    | Tibo Van Reeth Csongor Antal Yassin Soubra Tommaso Madaschi David Guilabert Ryan Kolgen Miha Beričič Andrej Muraschko Oskar Bakkevig Šimon Slavíček Daniel Valencia Loris Uberti Lukas Heuberger               | _ Team Rot     | 13:15     | ausgeschieden  | ausgeschieden | ausgeschieden                 | ausgeschieden          | 7      |
| _ Team Gelb    | Tibo Van Reeth Csongor Antal Yassin Soubra Tommaso Madaschi David Guilabert Ryan Kolgen Miha Beričič Andrej Muraschko Oskar Bakkevig Šimon Slavíček Daniel Valencia Loris Uberti Lukas Heuberger               | _ Team Braun   | 6:8       | ausgeschieden  | ausgeschieden | ausgeschieden                 | ausgeschieden          | 7      |
| _ Team Grau    | Thawab Al-Subaey Alejandro Resendiz Nowruz Baýhanow Gosei Daikuhara Timofei Katkow Pablo Mata Sohn Hyun Patrik Melicher Jan Billa Nino Tomow Boldizsár Szalay Lukas Svedin Alexei Baidek                       | _ Team Blau    | 9:8       | ausgeschieden  | ausgeschieden | ausgeschieden                 | ausgeschieden          | 5      |
| _ Team Grau    | Thawab Al-Subaey Alejandro Resendiz Nowruz Baýhanow Gosei Daikuhara Timofei Katkow Pablo Mata Sohn Hyun Patrik Melicher Jan Billa Nino Tomow Boldizsár Szalay Lukas Svedin Alexei Baidek                       | _ Team Gelb    | 11:8      | ausgeschieden  | ausgeschieden | ausgeschieden                 | ausgeschieden          | 5      |
| _ Team Grau    | Thawab Al-Subaey Alejandro Resendiz Nowruz Baýhanow Gosei Daikuhara Timofei Katkow Pablo Mata Sohn Hyun Patrik Melicher Jan Billa Nino Tomow Boldizsár Szalay Lukas Svedin Alexei Baidek                       | _ Team Braun   | 6:16      | ausgeschieden  | ausgeschieden | ausgeschieden                 | ausgeschieden          | 5      |
| _ Team Grau    | Thawab Al-Subaey Alejandro Resendiz Nowruz Baýhanow Gosei Daikuhara Timofei Katkow Pablo Mata Sohn Hyun Patrik Melicher Jan Billa Nino Tomow Boldizsár Szalay Lukas Svedin Alexei Baidek                       | _ Team Rot     | 13:9      | ausgeschieden  | ausgeschieden | ausgeschieden                 | ausgeschieden          | 5      |
| _ Team Grau    | Thawab Al-Subaey Alejandro Resendiz Nowruz Baýhanow Gosei Daikuhara Timofei Katkow Pablo Mata Sohn Hyun Patrik Melicher Jan Billa Nino Tomow Boldizsár Szalay Lukas Svedin Alexei Baidek                       | _ Team Grün    | 6:14      | ausgeschieden  | ausgeschieden | ausgeschieden                 | ausgeschieden          | 5      |
| _ Team Grau    | Thawab Al-Subaey Alejandro Resendiz Nowruz Baýhanow Gosei Daikuhara Timofei Katkow Pablo Mata Sohn Hyun Patrik Melicher Jan Billa Nino Tomow Boldizsár Szalay Lukas Svedin Alexei Baidek                       | _ Team Schwarz | 8:16      | ausgeschieden  | ausgeschieden | ausgeschieden                 | ausgeschieden          | 5      |
| _ Team Grau    | Thawab Al-Subaey Alejandro Resendiz Nowruz Baýhanow Gosei Daikuhara Timofei Katkow Pablo Mata Sohn Hyun Patrik Melicher Jan Billa Nino Tomow Boldizsár Szalay Lukas Svedin Alexei Baidek                       | _ Team Orange  | 5:2       | ausgeschieden  | ausgeschieden | ausgeschieden                 | ausgeschieden          | 5      |
| _ Team Orange  | Matthew Hamnett Jakub Michalski Diego Rodríguez Tomoyoshi Yuki Nicolò Remolato Jack Lewis Kim Sang-yeob Jonas Dobnig Roman Kechter Márk Weidemann Leni Michellod Iwan Nowoschilow Jan Schostak                 | _ Team Rot     | 8:6       | ausgeschieden  | ausgeschieden | ausgeschieden                 | ausgeschieden          | 6      |
| _ Team Orange  | Matthew Hamnett Jakub Michalski Diego Rodríguez Tomoyoshi Yuki Nicolò Remolato Jack Lewis Kim Sang-yeob Jonas Dobnig Roman Kechter Márk Weidemann Leni Michellod Iwan Nowoschilow Jan Schostak                 | _ Team Blau    | 12:1      | ausgeschieden  | ausgeschieden | ausgeschieden                 | ausgeschieden          | 6      |
| _ Team Orange  | Matthew Hamnett Jakub Michalski Diego Rodríguez Tomoyoshi Yuki Nicolò Remolato Jack Lewis Kim Sang-yeob Jonas Dobnig Roman Kechter Márk Weidemann Leni Michellod Iwan Nowoschilow Jan Schostak                 | _ Team Gelb    | 4:9       | ausgeschieden  | ausgeschieden | ausgeschieden                 | ausgeschieden          | 6      |
| _ Team Orange  | Matthew Hamnett Jakub Michalski Diego Rodríguez Tomoyoshi Yuki Nicolò Remolato Jack Lewis Kim Sang-yeob Jonas Dobnig Roman Kechter Márk Weidemann Leni Michellod Iwan Nowoschilow Jan Schostak                 | _ Team Braun   | 10:14     | ausgeschieden  | ausgeschieden | ausgeschieden                 | ausgeschieden          | 6      |
| _ Team Orange  | Matthew Hamnett Jakub Michalski Diego Rodríguez Tomoyoshi Yuki Nicolò Remolato Jack Lewis Kim Sang-yeob Jonas Dobnig Roman Kechter Márk Weidemann Leni Michellod Iwan Nowoschilow Jan Schostak                 | _ Team Schwarz | 14:8      | ausgeschieden  | ausgeschieden | ausgeschieden                 | ausgeschieden          | 6      |
| _ Team Orange  | Matthew Hamnett Jakub Michalski Diego Rodríguez Tomoyoshi Yuki Nicolò Remolato Jack Lewis Kim Sang-yeob Jonas Dobnig Roman Kechter Márk Weidemann Leni Michellod Iwan Nowoschilow Jan Schostak                 | _ Team Grün    | 6:8       | ausgeschieden  | ausgeschieden | ausgeschieden                 | ausgeschieden          | 6      |
| _ Team Orange  | Matthew Hamnett Jakub Michalski Diego Rodríguez Tomoyoshi Yuki Nicolò Remolato Jack Lewis Kim Sang-yeob Jonas Dobnig Roman Kechter Márk Weidemann Leni Michellod Iwan Nowoschilow Jan Schostak                 | _ Team Grau    | 2:5       | ausgeschieden  | ausgeschieden | ausgeschieden                 | ausgeschieden          | 6      |
| _ Team Schwarz | Ruben Esposito Lukas Floriantschitz Kerem Alsan Jaroslaw Labutkin Yu Jiacong Corné van Stuijvenberg Wataru Suzuki Adam Sýkora Dominik Pavlata Linas Dėdinas Daniil Karpowitsch Kalle Varis Matthias Rindone    | _ Team Braun   | 7:6       | _ Team Grün    | 3:7           | Spiel um Bronze: _ Team Braun | 5:6                    | 4      |
| _ Team Schwarz | Ruben Esposito Lukas Floriantschitz Kerem Alsan Jaroslaw Labutkin Yu Jiacong Corné van Stuijvenberg Wataru Suzuki Adam Sýkora Dominik Pavlata Linas Dėdinas Daniil Karpowitsch Kalle Varis Matthias Rindone    | _ Team Rot     | 5:4       | _ Team Grün    | 3:7           | Spiel um Bronze: _ Team Braun | 5:6                    | 4      |
| _ Team Schwarz | Ruben Esposito Lukas Floriantschitz Kerem Alsan Jaroslaw Labutkin Yu Jiacong Corné van Stuijvenberg Wataru Suzuki Adam Sýkora Dominik Pavlata Linas Dėdinas Daniil Karpowitsch Kalle Varis Matthias Rindone    | _ Team Blau    | 4:8       | _ Team Grün    | 3:7           | Spiel um Bronze: _ Team Braun | 5:6                    | 4      |
| _ Team Schwarz | Ruben Esposito Lukas Floriantschitz Kerem Alsan Jaroslaw Labutkin Yu Jiacong Corné van Stuijvenberg Wataru Suzuki Adam Sýkora Dominik Pavlata Linas Dėdinas Daniil Karpowitsch Kalle Varis Matthias Rindone    | _ Team Gelb    | 7:2       | _ Team Grün    | 3:7           | Spiel um Bronze: _ Team Braun | 5:6                    | 4      |
| _ Team Schwarz | Ruben Esposito Lukas Floriantschitz Kerem Alsan Jaroslaw Labutkin Yu Jiacong Corné van Stuijvenberg Wataru Suzuki Adam Sýkora Dominik Pavlata Linas Dėdinas Daniil Karpowitsch Kalle Varis Matthias Rindone    | _ Team Orange  | 8:14      | _ Team Grün    | 3:7           | Spiel um Bronze: _ Team Braun | 5:6                    | 4      |
| _ Team Schwarz | Ruben Esposito Lukas Floriantschitz Kerem Alsan Jaroslaw Labutkin Yu Jiacong Corné van Stuijvenberg Wataru Suzuki Adam Sýkora Dominik Pavlata Linas Dėdinas Daniil Karpowitsch Kalle Varis Matthias Rindone    | _ Team Grau    | 16:8      | _ Team Grün    | 3:7           | Spiel um Bronze: _ Team Braun | 5:6                    | 4      |
| _ Team Schwarz | Ruben Esposito Lukas Floriantschitz Kerem Alsan Jaroslaw Labutkin Yu Jiacong Corné van Stuijvenberg Wataru Suzuki Adam Sýkora Dominik Pavlata Linas Dėdinas Daniil Karpowitsch Kalle Varis Matthias Rindone    | _ Team Grün    | 6:4       | _ Team Grün    | 3:7           | Spiel um Bronze: _ Team Braun | 5:6                    | 4      |
| Mädchen        | |                |           |                |               |                               |                        |        |
| _ Team Blau    | Sidre Özer Valerie Christmann Anna Kot Marija Runewska Mirren Foy Zuzana Dobiašová Yana Krasheninina Maya Stöber Regina Metzler Karolina Hengelmüller Nikki Sharp Yuna Kusama Aya Juhl Petersen                | _ Team Grau    | 8:9       | _ Team Gelb    | 5:7           | Spiel um Bronze: _ Team Braun | 6:4                    | Bronze |
| _ Team Blau    | Sidre Özer Valerie Christmann Anna Kot Marija Runewska Mirren Foy Zuzana Dobiašová Yana Krasheninina Maya Stöber Regina Metzler Karolina Hengelmüller Nikki Sharp Yuna Kusama Aya Juhl Petersen                | _ Team Orange  | 1:12      | _ Team Gelb    | 5:7           | Spiel um Bronze: _ Team Braun | 6:4                    | Bronze |
| _ Team Blau    | Sidre Özer Valerie Christmann Anna Kot Marija Runewska Mirren Foy Zuzana Dobiašová Yana Krasheninina Maya Stöber Regina Metzler Karolina Hengelmüller Nikki Sharp Yuna Kusama Aya Juhl Petersen                | _ Team Schwarz | 8:14      | _ Team Gelb    | 5:7           | Spiel um Bronze: _ Team Braun | 6:4                    | Bronze |
| _ Team Blau    | Sidre Özer Valerie Christmann Anna Kot Marija Runewska Mirren Foy Zuzana Dobiašová Yana Krasheninina Maya Stöber Regina Metzler Karolina Hengelmüller Nikki Sharp Yuna Kusama Aya Juhl Petersen                | _ Team Grün    | 6:11      | _ Team Gelb    | 5:7           | Spiel um Bronze: _ Team Braun | 6:4                    | Bronze |
| _ Team Blau    | Sidre Özer Valerie Christmann Anna Kot Marija Runewska Mirren Foy Zuzana Dobiašová Yana Krasheninina Maya Stöber Regina Metzler Karolina Hengelmüller Nikki Sharp Yuna Kusama Aya Juhl Petersen                | _ Team Gelb    | 8:13      | _ Team Gelb    | 5:7           | Spiel um Bronze: _ Team Braun | 6:4                    | Bronze |
| _ Team Blau    | Sidre Özer Valerie Christmann Anna Kot Marija Runewska Mirren Foy Zuzana Dobiašová Yana Krasheninina Maya Stöber Regina Metzler Karolina Hengelmüller Nikki Sharp Yuna Kusama Aya Juhl Petersen                | _ Team Braun   | 2:14      | _ Team Gelb    | 5:7           | Spiel um Bronze: _ Team Braun | 6:4                    | Bronze |
| _ Team Blau    | Sidre Özer Valerie Christmann Anna Kot Marija Runewska Mirren Foy Zuzana Dobiašová Yana Krasheninina Maya Stöber Regina Metzler Karolina Hengelmüller Nikki Sharp Yuna Kusama Aya Juhl Petersen                | _ Team Rot     | 11:18     | _ Team Gelb    | 5:7           | Spiel um Bronze: _ Team Braun | 6:4                    | Bronze |
| _ Team Braun   | Arwen Nylaander Julia Termens Nausikäa Clement Ximena González Riko Matsumoto Roos Karst Celine Mayer Alicja Sowa Barbora Bartáková Marja Linzbichler Tallulah Bryant Ivana Latková Daniella Lauritzen Pizarro | _ Team Schwarz | 13:11     | _ Team Schwarz | 7:11          | Spiel um Bronze: _ Team Blau  | 4:6                    | 4      |
| _ Team Braun   | Arwen Nylaander Julia Termens Nausikäa Clement Ximena González Riko Matsumoto Roos Karst Celine Mayer Alicja Sowa Barbora Bartáková Marja Linzbichler Tallulah Bryant Ivana Latková Daniella Lauritzen Pizarro | _ Team Grün    | 6:8       | _ Team Schwarz | 7:11          | Spiel um Bronze: _ Team Blau  | 4:6                    | 4      |
| _ Team Braun   | Arwen Nylaander Julia Termens Nausikäa Clement Ximena González Riko Matsumoto Roos Karst Celine Mayer Alicja Sowa Barbora Bartáková Marja Linzbichler Tallulah Bryant Ivana Latková Daniella Lauritzen Pizarro | _ Team Grau    | 16:6      | _ Team Schwarz | 7:11          | Spiel um Bronze: _ Team Blau  | 4:6                    | 4      |
| _ Team Braun   | Arwen Nylaander Julia Termens Nausikäa Clement Ximena González Riko Matsumoto Roos Karst Celine Mayer Alicja Sowa Barbora Bartáková Marja Linzbichler Tallulah Bryant Ivana Latková Daniella Lauritzen Pizarro | _ Team Orange  | 14:10     | _ Team Schwarz | 7:11          | Spiel um Bronze: _ Team Blau  | 4:6                    | 4      |
| _ Team Braun   | Arwen Nylaander Julia Termens Nausikäa Clement Ximena González Riko Matsumoto Roos Karst Celine Mayer Alicja Sowa Barbora Bartáková Marja Linzbichler Tallulah Bryant Ivana Latková Daniella Lauritzen Pizarro | _ Team Rot     | 5:11      | _ Team Schwarz | 7:11          | Spiel um Bronze: _ Team Blau  | 4:6                    | 4      |
| _ Team Braun   | Arwen Nylaander Julia Termens Nausikäa Clement Ximena González Riko Matsumoto Roos Karst Celine Mayer Alicja Sowa Barbora Bartáková Marja Linzbichler Tallulah Bryant Ivana Latková Daniella Lauritzen Pizarro | _ Team Blau    | 14:2      | _ Team Schwarz | 7:11          | Spiel um Bronze: _ Team Blau  | 4:6                    | 4      |
| _ Team Braun   | Arwen Nylaander Julia Termens Nausikäa Clement Ximena González Riko Matsumoto Roos Karst Celine Mayer Alicja Sowa Barbora Bartáková Marja Linzbichler Tallulah Bryant Ivana Latková Daniella Lauritzen Pizarro | _ Team Gelb    | 8:6       | _ Team Schwarz | 7:11          | Spiel um Bronze: _ Team Blau  | 4:6                    | 4      |
| _ Team Gelb    | Anke Steeno Eva Aizpurua Ludmilla Bourcet Elisa Innocenti Katya Blong Iris van Houten Zuzana Trnková Luisa Wilson Shin Seo-yoon Leonie Böttcher Nora Pollestad Nubya Aeschlimann Magdalena Luggin              | _ Team Grün    | 5:10      | _ Team Blau    | 7:5           | _ Team Schwarz                | 6:1                    | Gold   |
| _ Team Gelb    | Anke Steeno Eva Aizpurua Ludmilla Bourcet Elisa Innocenti Katya Blong Iris van Houten Zuzana Trnková Luisa Wilson Shin Seo-yoon Leonie Böttcher Nora Pollestad Nubya Aeschlimann Magdalena Luggin              | _ Team Grau    | 8:11      | _ Team Blau    | 7:5           | _ Team Schwarz                | 6:1                    | Gold   |
| _ Team Gelb    | Anke Steeno Eva Aizpurua Ludmilla Bourcet Elisa Innocenti Katya Blong Iris van Houten Zuzana Trnková Luisa Wilson Shin Seo-yoon Leonie Böttcher Nora Pollestad Nubya Aeschlimann Magdalena Luggin              | _ Team Orange  | 9:4       | _ Team Blau    | 7:5           | _ Team Schwarz                | 6:1                    | Gold   |
| _ Team Gelb    | Anke Steeno Eva Aizpurua Ludmilla Bourcet Elisa Innocenti Katya Blong Iris van Houten Zuzana Trnková Luisa Wilson Shin Seo-yoon Leonie Böttcher Nora Pollestad Nubya Aeschlimann Magdalena Luggin              | _ Team Schwarz | 7:19      | _ Team Blau    | 7:5           | _ Team Schwarz                | 6:1                    | Gold   |
| _ Team Gelb    | Anke Steeno Eva Aizpurua Ludmilla Bourcet Elisa Innocenti Katya Blong Iris van Houten Zuzana Trnková Luisa Wilson Shin Seo-yoon Leonie Böttcher Nora Pollestad Nubya Aeschlimann Magdalena Luggin              | _ Team Blau    | 13:8      | _ Team Blau    | 7:5           | _ Team Schwarz                | 6:1                    | Gold   |
| _ Team Gelb    | Anke Steeno Eva Aizpurua Ludmilla Bourcet Elisa Innocenti Katya Blong Iris van Houten Zuzana Trnková Luisa Wilson Shin Seo-yoon Leonie Böttcher Nora Pollestad Nubya Aeschlimann Magdalena Luggin              | _ Team Rot     | 13:15     | _ Team Blau    | 7:5           | _ Team Schwarz                | 6:1                    | Gold   |
| _ Team Gelb    | Anke Steeno Eva Aizpurua Ludmilla Bourcet Elisa Innocenti Katya Blong Iris van Houten Zuzana Trnková Luisa Wilson Shin Seo-yoon Leonie Böttcher Nora Pollestad Nubya Aeschlimann Magdalena Luggin              | _ Team Braun   | 6:8       | _ Team Blau    | 7:5           | _ Team Schwarz                | 6:1                    | Gold   |
| _ Team Grün    | Melanie Hernández Annie Sommer Huang Chun-lin Delfina Fattore Chanel Hofverberg Emma Donovalová Agata Muraro Ruka Kiyokawa Jessie Taylor Lisa Schröfl Kang Si-hyun Barbora Dalecká Fruzsina Szabó              | _ Team Gelb    | 10:5      | ausgeschieden  | ausgeschieden | ausgeschieden                 | ausgeschieden          | 5      |
| _ Team Grün    | Melanie Hernández Annie Sommer Huang Chun-lin Delfina Fattore Chanel Hofverberg Emma Donovalová Agata Muraro Ruka Kiyokawa Jessie Taylor Lisa Schröfl Kang Si-hyun Barbora Dalecká Fruzsina Szabó              | _ Team Braun   | 8:6       | ausgeschieden  | ausgeschieden | ausgeschieden                 | ausgeschieden          | 5      |
| _ Team Grün    | Melanie Hernández Annie Sommer Huang Chun-lin Delfina Fattore Chanel Hofverberg Emma Donovalová Agata Muraro Ruka Kiyokawa Jessie Taylor Lisa Schröfl Kang Si-hyun Barbora Dalecká Fruzsina Szabó              | _ Team Rot     | 9:8 n. V. | ausgeschieden  | ausgeschieden | ausgeschieden                 | ausgeschieden          | 5      |
| _ Team Grün    | Melanie Hernández Annie Sommer Huang Chun-lin Delfina Fattore Chanel Hofverberg Emma Donovalová Agata Muraro Ruka Kiyokawa Jessie Taylor Lisa Schröfl Kang Si-hyun Barbora Dalecká Fruzsina Szabó              | _ Team Blau    | 11:6      | ausgeschieden  | ausgeschieden | ausgeschieden                 | ausgeschieden          | 5      |
| _ Team Grün    | Melanie Hernández Annie Sommer Huang Chun-lin Delfina Fattore Chanel Hofverberg Emma Donovalová Agata Muraro Ruka Kiyokawa Jessie Taylor Lisa Schröfl Kang Si-hyun Barbora Dalecká Fruzsina Szabó              | _ Team Grau    | 14:6      | ausgeschieden  | ausgeschieden | ausgeschieden                 | ausgeschieden          | 5      |
| _ Team Grün    | Melanie Hernández Annie Sommer Huang Chun-lin Delfina Fattore Chanel Hofverberg Emma Donovalová Agata Muraro Ruka Kiyokawa Jessie Taylor Lisa Schröfl Kang Si-hyun Barbora Dalecká Fruzsina Szabó              | _ Team Orange  | 8:6       | ausgeschieden  | ausgeschieden | ausgeschieden                 | ausgeschieden          | 5      |
| _ Team Grün    | Melanie Hernández Annie Sommer Huang Chun-lin Delfina Fattore Chanel Hofverberg Emma Donovalová Agata Muraro Ruka Kiyokawa Jessie Taylor Lisa Schröfl Kang Si-hyun Barbora Dalecká Fruzsina Szabó              | _ Team Schwarz | 4:6       | ausgeschieden  | ausgeschieden | ausgeschieden                 | ausgeschieden          | 5      |
| _ Team Orange  | Polina Lubenez Wang Meihe Sanne Claessens Saskia Rohregger Isabel Walberg Molly Lukowiak Yoo Seo-young Nadia Sancha Sena Hasegawa Dóra Véghelyi Emma Hofbauer Julija Wolkowa Kristina Chernova                 | _ Team Rot     | 8:6       | ausgeschieden  | ausgeschieden | ausgeschieden                 | ausgeschieden          | 8      |
| _ Team Orange  | Polina Lubenez Wang Meihe Sanne Claessens Saskia Rohregger Isabel Walberg Molly Lukowiak Yoo Seo-young Nadia Sancha Sena Hasegawa Dóra Véghelyi Emma Hofbauer Julija Wolkowa Kristina Chernova                 | _ Team Blau    | 12:1      | ausgeschieden  | ausgeschieden | ausgeschieden                 | ausgeschieden          | 8      |
| _ Team Orange  | Polina Lubenez Wang Meihe Sanne Claessens Saskia Rohregger Isabel Walberg Molly Lukowiak Yoo Seo-young Nadia Sancha Sena Hasegawa Dóra Véghelyi Emma Hofbauer Julija Wolkowa Kristina Chernova                 | _ Team Gelb    | 4:9       | ausgeschieden  | ausgeschieden | ausgeschieden                 | ausgeschieden          | 8      |
| _ Team Orange  | Polina Lubenez Wang Meihe Sanne Claessens Saskia Rohregger Isabel Walberg Molly Lukowiak Yoo Seo-young Nadia Sancha Sena Hasegawa Dóra Véghelyi Emma Hofbauer Julija Wolkowa Kristina Chernova                 | _ Team Braun   | 10:14     | ausgeschieden  | ausgeschieden | ausgeschieden                 | ausgeschieden          | 8      |
| _ Team Orange  | Polina Lubenez Wang Meihe Sanne Claessens Saskia Rohregger Isabel Walberg Molly Lukowiak Yoo Seo-young Nadia Sancha Sena Hasegawa Dóra Véghelyi Emma Hofbauer Julija Wolkowa Kristina Chernova                 | _ Team Schwarz | 14:8      | ausgeschieden  | ausgeschieden | ausgeschieden                 | ausgeschieden          | 8      |
| _ Team Orange  | Polina Lubenez Wang Meihe Sanne Claessens Saskia Rohregger Isabel Walberg Molly Lukowiak Yoo Seo-young Nadia Sancha Sena Hasegawa Dóra Véghelyi Emma Hofbauer Julija Wolkowa Kristina Chernova                 | _ Team Grün    | 6:8       | ausgeschieden  | ausgeschieden | ausgeschieden                 | ausgeschieden          | 8      |
| _ Team Orange  | Polina Lubenez Wang Meihe Sanne Claessens Saskia Rohregger Isabel Walberg Molly Lukowiak Yoo Seo-young Nadia Sancha Sena Hasegawa Dóra Véghelyi Emma Hofbauer Julija Wolkowa Kristina Chernova                 | _ Team Grau    | 2:5       | ausgeschieden  | ausgeschieden | ausgeschieden                 | ausgeschieden          | 8      |

### Eisschnelllauf
| Athleten                                                             | Wettbewerbe | Zeit        | Rang |
| -------------------------------------------------------------------- | ----------- | ----------- | ---- |
| Jungen                                                               |             |             |      |
| Ignaz Gschwentner                                                    | 500 m       | 37,58 s     | 6    |
| Ignaz Gschwentner                                                    | 1500 m      | 2:02,15 min | 19   |
| Mixed                                                                |             |             |      |
| Team 3 Sini Siro Yukino Yoshida Ignaz Gschwentner Alexander Sergejew | Teamsprint  | 2:04,10 min | Gold |

| Athleten          | Wettbewerbe | Halbfinale | Halbfinale  | Halbfinale | Finale | Finale      | Finale | Rang |
| Athleten          | Wettbewerbe | Punkte     | Zeit        | Rang       | Punkte | Zeit        | Rang   | Rang |
| ----------------- | ----------- | ---------- | ----------- | ---------- | ------ | ----------- | ------ | ---- |
| Jungen            |             |            |             |            |        |             |        |      |
| Ignaz Gschwentner | Massenstart | 3          | 6:57,28 min | 6          | 2      | 6:30,89 min | 7      | 7    |

### Freestyle-Skiing
| Athleten      | Wettbewerbe | Qualifikation | Qualifikation | Finale | Finale | Rang |
| Athleten      | Wettbewerbe | Punkte        | Rang          | Punkte | Rang   | Rang |
| ------------- | ----------- | ------------- | ------------- | ------ | ------ | ---- |
| Jungen        |             |               |               |        |        |      |
| Daniel Bacher | Big Air     | 77,50         | 9             | 156,25 | 6      | 6    |
| Daniel Bacher | Slopestyle  | 77,33         | 5             | 79,33  | 7      | 7    |

| Athleten                | Wettbewerbe | Vorrunde | Viertelfinale | Halbfinale    | Finale        | Rang |
| Athleten                | Wettbewerbe | Rang     | Rang          | Rang          | Rang          | Rang |
| ----------------------- | ----------- | -------- | ------------- | ------------- | ------------- | ---- |
| Jungen                  |             |          |               |               |               |      |
| Christoph Danksagmüller | Skicross    | 5        | –             | ausgeschieden | ausgeschieden | 10   |
| Marcus Plank            | Skicross    | 1        | –             | 2             | 4             | 4    |
| Mädchen                 |             |          |               |               |               |      |
| Leonie Innerhofer       | Skicross    | 5        | –             | ausgeschieden | ausgeschieden | 12   |
| Lisa Titscher           | Skicross    | DNS      | DNS           | DNS           | DNS           | DNS  |

### Nordische Kombination
| Athleten                                                       | Wettbewerb                          | Skispringen | Skispringen | Skispringen | Langlauf    | Langlauf | Rang   |
| Athleten                                                       | Wettbewerb                          | Weite       | Punkte      | Rang        | Zeit        | Rang     | Rang   |
| -------------------------------------------------------------- | ----------------------------------- | ----------- | ----------- | ----------- | ----------- | -------- | ------ |
| Jungen                                                         |                                     |             |             |             |             |          |        |
| Severin Reiter                                                 | Normalschanze / 6 km                | 84,5 m      | 109,1       | 10          | 15:59,5 min | 9        | 9      |
| Stefan Rettenegger                                             | Normalschanze / 6 km                | 90,0 m      | 120,6       | 1           | 14:45,8 min | 1        | Gold   |
| Mädchen                                                        |                                     |             |             |             |             |          |        |
| Johanna Bassani                                                | Normalschanze / 4 km                | 79,5 m      | 110,3       | 7           | 12:22,6 min | 4        | 8      |
| Lisa-Marie Hirner                                              | Normalschanze / 4 km                | 86,0 m      | 118,9       | 4           | 11:45,6 min | 2        | Gold   |
| Mixed                                                          |                                     |             |             |             |             |          |        |
| Johanna Bassani Severin Reiter Vanessa Moharitsch David Haagen | Staffel, Normalschanze / 4 × 3,3 km | –           | 476,5       | 2           | 30:39,8 min | 5        | Silber |

### Rennrodeln
| Athlet                | Wettbewerb   | Lauf 1   | Lauf 1 | Lauf 2   | Lauf 2 | Gesamt       | Gesamt |
| Athlet                | Wettbewerb   | Zeit     | Rang   | Zeit     | Rang   | Zeit         | Rang   |
| --------------------- | ------------ | -------- | ------ | -------- | ------ | ------------ | ------ |
| Jungen                |              |          |        |          |        |              |        |
| Noah Kallan           | Einsitzer    | 54,736 s | 8      | 54,910 s | 8      | 1:49,646 min | 8      |
| Florian Tanzer        | Einsitzer    | 54,593 s | 6      | 54,957 s | 10     | 1:49,550 min | 7      |
| Mädchen               |              |          |        |          |        |              |        |
| Barbara Allmaier      | Einsitzer    | 55,657 s | 9      | 55,296 s | 8      | 1:50,953 min | 8      |
| Madlen Loß            | Einsitzer    | 55,830 s | 12     | 55,814 s | 14     | 1:51,644 min | 13     |
| Selina Egle Lara Kipp | Doppelsitzer | DNS      | DNS    | DNS      | DNS    | DNS          | DNS    |

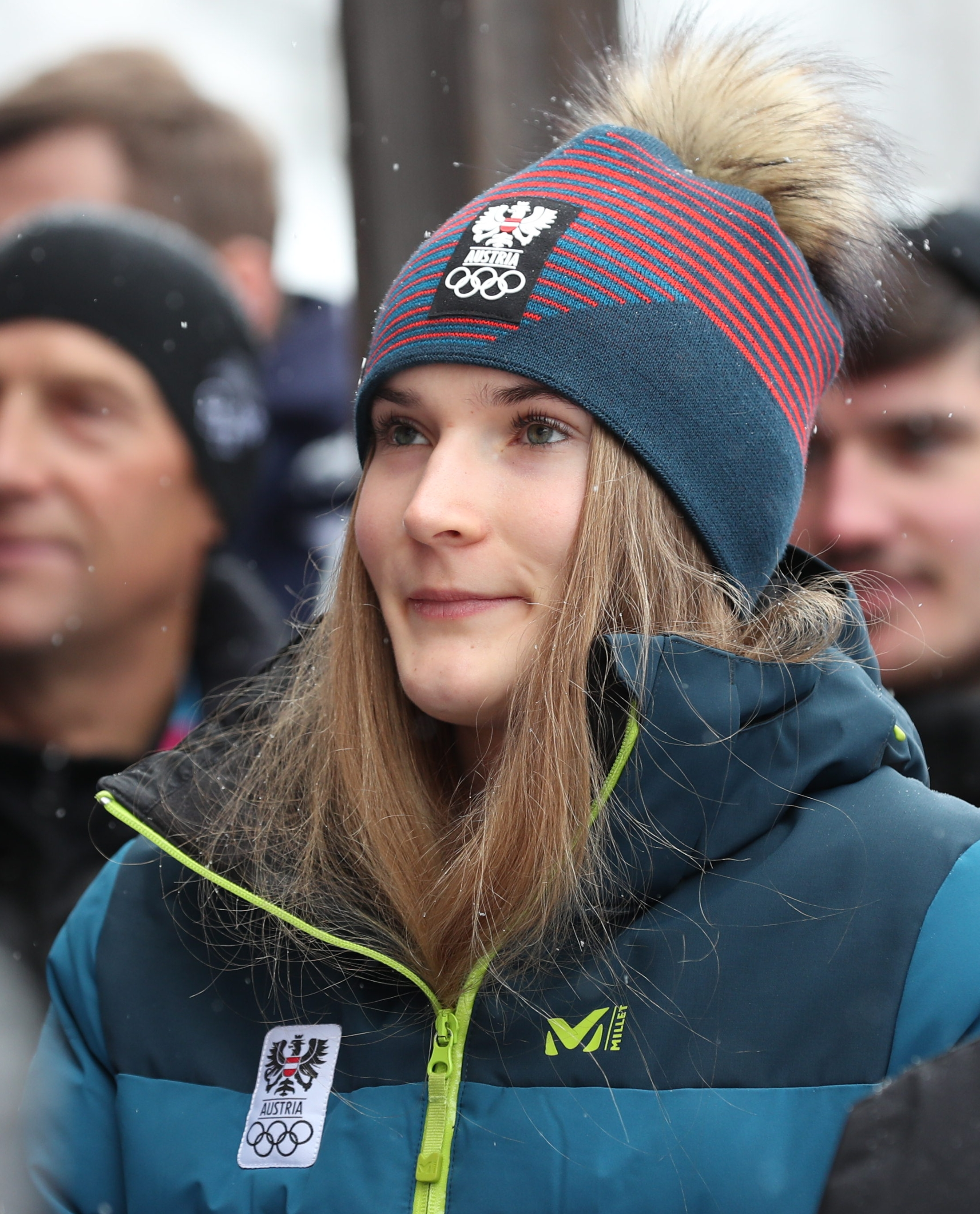
Selina Egle konnte aufgrund einer Verletzung, die sie sich beim Training in St. Moritz zugezogen hatte, nicht antreten.

Selina Egle brach sich während des Trainings in St. Moritz einen Fuß und wurde durch Madlen Loß ersetzt.

### Shorttrack
| Athlet      | Wettbewerb | Vorlauf      | Vorlauf | Viertelfinale | Viertelfinale | Halbfinale    | Halbfinale    | Finale        | Finale        | Rang |
| Athlet      | Wettbewerb | Zeit         | Rang    | Zeit          | Rang          | Zeit          | Rang          | Zeit          | Rang          | Rang |
| ----------- | ---------- | ------------ | ------- | ------------- | ------------- | ------------- | ------------- | ------------- | ------------- | ---- |
| Jungen      |            |              |         |               |               |               |               |               |               |      |
| Tobias Wolf | 500 m      | 45,338 s     | 4       | ausgeschieden | ausgeschieden | ausgeschieden | ausgeschieden | ausgeschieden | ausgeschieden | 25   |
| Tobias Wolf | 1000 m     | 1:34,496 min | 4       | ausgeschieden | ausgeschieden | ausgeschieden | ausgeschieden | ausgeschieden | ausgeschieden | 27   |

### Skeleton
| Athlet             | Lauf 1      | Lauf 1 | Lauf 2       | Lauf 2 | Gesamt      | Gesamt |
| Athlet             | Zeit        | Rang   | Zeit         | Rang   | Zeit        | Rang   |
| ------------------ | ----------- | ------ | ------------ | ------ | ----------- | ------ |
| Jungen             |             |        |              |        |             |        |
| Christian Jünemann | 1:10,75 min | 10     | 1:10,81 min  | 10     | 2:21,56 min | 11     |
| Sandro Mai         | 1:10,41 min | 7      | 1:09,45 min  | 3      | 2:19,86 min | 4      |
| Mädchen            |             |        |              |        |             |        |
| Victoria Steiner   | 1:11,99 min | 4      | 1:11,75 min  | 6      | 2:23,74 min | 5      |
| Anna Unterscheider | 1:12,17 min | 6      | 11:12,27 min | 9      | 2:24,44 min | 9      |

### Ski Alpin
| Athleten              | Wettbewerbe  | 1. Lauf     | 1. Lauf | 2. Lauf     | 2. Lauf | Gesamt      | Gesamt |
| Athleten              | Wettbewerbe  | Zeit        | Rang    | Zeit        | Rang    | Zeit        | Rang   |
| --------------------- | ------------ | ----------- | ------- | ----------- | ------- | ----------- | ------ |
| Jungen                |              |             |         |             |         |             |        |
| Philip Hoffmann       | Riesenslalom | 1:02,50 min | 1       | 1:03,81 min | 1       | 2:06,31 min | Gold   |
| Philip Hoffmann       | Slalom       | 37,22 s     | 3       | DNF         | DNF     | DNF         | DNF    |
| Philip Hoffmann       | Super-G      | –           | –       | –           | –       | 55,35 s     | 10     |
| Philip Hoffmann       | Kombination  | 55,35 s     | 10      | 33,40 s     | 3       | 1:28,75 min | 4      |
| Valentin Lotter       | Riesenslalom | DNF         | DNF     | DNF         | DNF     | DNF         | DNF    |
| Valentin Lotter       | Slalom       | DNF         | DNF     | DNF         | DNF     | DNF         | DNF    |
| Valentin Lotter       | Super-G      | –           | –       | –           | –       | 56,13 s     | 24     |
| Valentin Lotter       | Kombination  | 56,13 s     | 24      | DNF         | DNF     | DNF         | DNF    |
| Vincent Wieser        | Riesenslalom | 1:04,26 min | 4       | 1:05,09 min | 9       | 2:09,35 min | 8      |
| Vincent Wieser        | Slalom       | DNF         | DNF     | DNF         | DNF     | DNF         | DNF    |
| Vincent Wieser        | Super-G      | –           | –       | –           | –       | DSQ         | DSQ    |
| Vincent Wieser        | Kombination  | DSQ         | DSQ     | DSQ         | DSQ     | DSQ         | DSQ    |
| Mädchen               |              |             |         |             |         |             |        |
| Teresa Fritzenwallner | Riesenslalom | 1:06,95 min | 16      | DNF         | DNF     | DNF         | DNF    |
| Teresa Fritzenwallner | Slalom       | 46,86 s     | 13      | 44,49 s     | 3       | 1:31,35 min | 8      |
| Teresa Fritzenwallner | Super-G      | –           | –       | –           | –       | 57,11 s     | 9      |
| Teresa Fritzenwallner | Kombination  | 57,11 s     | 9       | DNF         | DNF     | DNF         | DNF    |
| Maria Niederndorfer   | Riesenslalom | 1:06,19 min | 9       | 1:04,55 min | 12      | 2:10,74 min | 11     |
| Maria Niederndorfer   | Slalom       | 47,18 s     | 16      | 44,98 s     | 8       | 1:32,16 min | 10     |
| Maria Niederndorfer   | Super-G      | –           | –       | –           | –       | 56,97 s     | 7      |
| Maria Niederndorfer   | Kombination  | 56,97 s     | 7       | 38,19 s     | 8       | 1:35,16 min | 7      |
| Amanda Salzgeber      | Riesenslalom | 1:05,66 min | 6       | 1:03,17 min | 3       | 2:08,83 min | Bronze |
| Amanda Salzgeber      | Slalom       | 45,62 s     | 4       | DNF         | DNF     | DNF         | DNF    |
| Amanda Salzgeber      | Super-G      | –           | –       | –           | –       | 56,40 s     | 4      |
| Amanda Salzgeber      | Kombination  | 56,40 s     | 4       | 37,34 s     | 2       | 1:33,74 min | Gold   |

| Athleten                         | Wettbewerbe    | Achtelfinale   | Achtelfinale | Viertelfinale | Viertelfinale | Halbfinale  | Halbfinale | Finale/Platz 3      | Finale/Platz 3 | Rang   |
| Athleten                         | Wettbewerbe    | Gegner         | Ergebnis     | Gegner        | Ergebnis      | Gegner      | Ergebnis   | Gegner              | Ergebnis       | Rang   |
| -------------------------------- | -------------- | -------------- | ------------ | ------------- | ------------- | ----------- | ---------- | ------------------- | -------------- | ------ |
| Mixed                            |                |                |              |               |               |             |            |                     |                |        |
| Amanda Salzgeber Philip Hoffmann | Teamwettbewerb | Großbritannien | 4:0          | Schweden      | 4:0           | Deutschland | 1:3        | Platz 3: Frankreich | 2:2            | Bronze |

### Skibergsteigen
| Athleten                                                             | Wettbewerbe | Qualifikation | Qualifikation | Viertelfinale | Viertelfinale | Halbfinale    | Halbfinale    | Finale        | Finale        | Rang   |
| Athleten                                                             | Wettbewerbe | Zeit          | Rang          | Zeit          | Rang          | Zeit          | Rang          | Zeit          | Rang          | Rang   |
| -------------------------------------------------------------------- | ----------- | ------------- | ------------- | ------------- | ------------- | ------------- | ------------- | ------------- | ------------- | ------ |
| Jungen                                                               |             |               |               |               |               |               |               |               |               |        |
| Nils Oberauer                                                        | Einzel      | –             | –             | –             | –             | –             | –             | 49:25,65 min  | 3             | Bronze |
| Nils Oberauer                                                        | Sprint      | 2:55,50 min   | 7             | 3:04,95 min   | 4             | ausgeschieden | ausgeschieden | ausgeschieden | ausgeschieden | 13     |
| Julian Tritscher                                                     | Einzel      | –             | –             | –             | –             | –             | –             | 51:03,61 min  | 7             | 7      |
| Julian Tritscher                                                     | Sprint      | 2:53,76 min   | 5             | 2:45,85 min   | 2             | 2:39,20 min   | 2             | 2:44,57 min   | 4             | 4      |
| Mädchen                                                              |             |               |               |               |               |               |               |               |               |        |
| Lisa Rettensteiner                                                   | Einzel      | –             | –             | –             | –             | –             | –             | 1:06:39,71 h  | 11            | 11     |
| Lisa Rettensteiner                                                   | Sprint      | 3:34,50 min   | 1             | 3:56,25 min   | 4             | ausgeschieden | ausgeschieden | ausgeschieden | ausgeschieden | 13     |
| Lena Leitner-Hölzl                                                   | Einzel      | –             | –             | –             | –             | –             | –             | DNS           | DNS           | DNS    |
| Lena Leitner-Hölzl                                                   | Sprint      | 4:15,51 min   | 20            | 4:08,15 min   | 5             | ausgeschieden | ausgeschieden | ausgeschieden | ausgeschieden | 20     |
| Mixed                                                                |             |               |               |               |               |               |               |               |               |        |
| Lisa Rettensteiner Nils Oberauer Lena Leitner-Hölzl Julian Tritscher | Staffel     | –             | –             | –             | –             | –             | –             | 40:35 min     | 8             | 8      |

### Skilanglauf
| Athleten             | Wettbewerbe     | Qualifikation | Qualifikation | Viertelfinale | Viertelfinale | Halbfinale    | Halbfinale    | Finale        | Finale        | Rang |
| Athleten             | Wettbewerbe     | Zeit          | Rang          | Zeit          | Rang          | Zeit          | Rang          | Zeit          | Rang          | Rang |
| -------------------- | --------------- | ------------- | ------------- | ------------- | ------------- | ------------- | ------------- | ------------- | ------------- | ---- |
| Jungen               |                 |               |               |               |               |               |               |               |               |      |
| Erik Engel           | 10 km klassisch | –             | –             | –             | –             | –             | –             | 30:49,5 min   | 51            | 51   |
| Erik Engel           | Sprint Freistil | 3:29,13 min   | 34            | ausgeschieden | ausgeschieden | ausgeschieden | ausgeschieden | ausgeschieden | ausgeschieden | 34   |
| Erik Engel           | Langlauf-Cross  | 4:49,44 min   | 53            | –             | –             | ausgeschieden | ausgeschieden | ausgeschieden | ausgeschieden | 53   |
| Christian Steiner    | 10 km klassisch | –             | –             | –             | –             | –             | –             | 31:41,4 min   | 58            | 58   |
| Christian Steiner    | Sprint Freistil | 3:28,39 min   | 33            | ausgeschieden | ausgeschieden | ausgeschieden | ausgeschieden | ausgeschieden | ausgeschieden | 33   |
| Christian Steiner    | Langlauf-Cross  | 4:41,07 min   | 40            | –             | –             | ausgeschieden | ausgeschieden | ausgeschieden | ausgeschieden | 40   |
| Christoph Wieland    | 10 km klassisch | –             | –             | –             | –             | –             | –             | 32:43,1 min   | 65            | 65   |
| Christoph Wieland    | Sprint Freistil | 3:32,15 min   | 43            | ausgeschieden | ausgeschieden | ausgeschieden | ausgeschieden | ausgeschieden | ausgeschieden | 43   |
| Christoph Wieland    | Langlauf-Cross  | 4:44,59 min   | 48            | –             | –             | ausgeschieden | ausgeschieden | ausgeschieden | ausgeschieden | 48   |
| Mädchen              |                 |               |               |               |               |               |               |               |               |      |
| Magdalena Engelhardt | 5 km klassisch  | –             | –             | –             | –             | –             | –             | 16:15,3 min   | 32            | 32   |
| Magdalena Engelhardt | Sprint Freistil | 3:06,79 min   | 49            | ausgeschieden | ausgeschieden | ausgeschieden | ausgeschieden | ausgeschieden | ausgeschieden | 49   |
| Magdalena Engelhardt | Langlauf-Cross  | 5:26,51 min   | 28            | –             | –             | 5:18,46 min   | 9             | ausgeschieden | ausgeschieden | 26   |
| Anna-Maria Logonder  | 5 km klassisch  | –             | –             | –             | –             | –             | –             | 16:49,7 min   | 47            | 47   |
| Anna-Maria Logonder  | Sprint Freistil | 2:58,53 min   | 31            | ausgeschieden | ausgeschieden | ausgeschieden | ausgeschieden | ausgeschieden | ausgeschieden | 31   |
| Anna-Maria Logonder  | Langlauf-Cross  | 5:37,40 min   | 42            | –             | –             | ausgeschieden | ausgeschieden | ausgeschieden | ausgeschieden | 42   |
| Witta Walcher        | 5 km klassisch  | –             | –             | –             | –             | –             | –             | 15:53,8 min   | 29            | 29   |
| Witta Walcher        | Sprint Freistil | 3:02,20 min   | 38            | ausgeschieden | ausgeschieden | ausgeschieden | ausgeschieden | ausgeschieden | ausgeschieden | 38   |
| Witta Walcher        | Langlauf-Cross  | 5:04,70 min   | 9             | –             | –             | 5:01,82 min   | 5             | ausgeschieden | ausgeschieden | 13   |

### Skispringen
| Athleten                                                              | Wettbewerb                 | 1. Durchgang | 1. Durchgang | 1. Durchgang | 2. Durchgang | 2. Durchgang | 2. Durchgang | Gesamt | Gesamt |
| Athleten                                                              | Wettbewerb                 | Weite        | Punkte       | Rang         | Weite        | Punkte       | Rang         | Punkte | Rang   |
| --------------------------------------------------------------------- | -------------------------- | ------------ | ------------ | ------------ | ------------ | ------------ | ------------ | ------ | ------ |
| Jungen                                                                |                            |              |              |              |              |              |              |        |        |
| David Haagen                                                          | Normalschanze              | 88,0 m       | 123,0        | 2            | 86,0 m       | 121,5        | 3            | 244,5  | Bronze |
| Marco Wörgötter                                                       | Normalschanze              | 91,5 m       | 130,9        | 1            | 90,0 m       | 126,8        | 1            | 257,0  | Gold   |
| Mädchen                                                               |                            |              |              |              |              |              |              |        |        |
| Vanessa Moharitsch                                                    | Normalschanze              | 76,0 m       | 93,8         | 17           | 73,0 m       | 83,6         | 12           | 177,4  | 14     |
| Julia Mühlbacher                                                      | Normalschanze              | 81,5 m       | 113,0        | 3            | 74,5 m       | 92,9         | 5            | 205,9  | 4      |
| Mixed                                                                 |                            |              |              |              |              |              |              |        |        |
| Lisa-Marie Hirner Stefan Rettenegger Julia Mühlbacher Marco Wörgötter | Teamspringen Normalschanze | –            | 499,9        | 1            | –            | 486,5        | 1            | 986,4  | Gold   |

### Snowboard
| Athleten        | Wettbewerbe | Qualifikation | Qualifikation | Finale        | Finale        | Rang |
| Athleten        | Wettbewerbe | Punkte        | Rang          | Punkte        | Rang          | Rang |
| --------------- | ----------- | ------------- | ------------- | ------------- | ------------- | ---- |
| Jungen          |             |               |               |               |               |      |
| Lukas Frischhut | Big Air     | 69,50         | 12            | 41,00         | 10            | 10   |
| Lukas Frischhut | Slopestyle  | 4,66          | 22            | ausgeschieden | ausgeschieden | 22   |
| Mädchen         |             |               |               |               |               |      |
| Kiara Zung      | Big Air     | 15,66         | 19            | ausgeschieden | ausgeschieden | 19   |
| Kiara Zung      | Slopestyle  | 19,50         | 16            | ausgeschieden | ausgeschieden | 16   |

| Athleten                                                                              | Wettbewerbe                        | Vorrunde | Viertelfinale | Halbfinale    | Finale            | Rang |
| Athleten                                                                              | Wettbewerbe                        | Rang     | Rang          | Rang          | Rang              | Rang |
| ------------------------------------------------------------------------------------- | ---------------------------------- | -------- | ------------- | ------------- | ----------------- | ---- |
| Jungen                                                                                |                                    |          |               |               |                   |      |
| Elias Leitner                                                                         | Snowboardcross                     | 10       | –             | ausgeschieden | ausgeschieden     | 22   |
| Felix Powondra                                                                        | Snowboardcross                     | 9        | –             | ausgeschieden | ausgeschieden     | 18   |
| Mädchen                                                                               |                                    |          |               |               |                   |      |
| Anna-Maria Galler                                                                     | Snowboardcross                     | 2        | –             | 4             | Kleines Finale: 2 | 6    |
| Tanja Kobald                                                                          | Snowboardcross                     | 12       | –             | ausgeschieden | ausgeschieden     | 25   |
| Mixed                                                                                 |                                    |          |               |               |                   |      |
| Anna-Maria Galler Leonie Innerhofer Felix Powondra Marcus Plank                       | Ski-/Snowboardcross Teamwettbewerb | –        | 1             | 3             | Kleines Finale: 3 |      |
| 7                                                                                     |                                    |          |               |               |                   |      |
| Mixed Team 10 Tanja Kobald Wladislawa Baljukina Elias Leitner Christoph Danksagmüller | Ski-/Snowboardcross Teamwettbewerb | 3        | ausgeschieden | ausgeschieden | ausgeschieden     | 17   |